# Châtonnay
Châtonnay és un municipi francès situat al departament de la Isèra i a la regió d'Alvèrnia-Roine-Alps. L'any 2007 tenia 1.749 habitants.

## Demografia

### Població
El 2007 la població de fet de Châtonnay era de 1.749 persones. Hi havia 697 famílies de les quals 208 eren unipersonals (108 homes vivint sols i 100 dones vivint soles), 177 parelles sense fills, 258 parelles amb fills i 54 famílies monoparentals amb fills.
La població ha evolucionat segons el següent gràfic:
Habitants censats

### Habitatges
El 2007 hi havia 820 habitatges, 712 eren l'habitatge principal de la família, 48 eren segones residències i 60 estaven desocupats. 650 eren cases i 117 eren apartaments. Dels 712 habitatges principals, 527 estaven ocupats pels seus propietaris, 175 estaven llogats i ocupats pels llogaters i 11 estaven cedits a títol gratuït; 51 tenien una cambra, 37 en tenien dues, 90 en tenien tres, 182 en tenien quatre i 352 en tenien cinc o més. 480 habitatges disposaven pel capbaix d'una plaça de pàrquing. A 287 habitatges hi havia un automòbil i a 337 n'hi havia dos o més.

### Piràmide de població
La piràmide de població per edats i sexe el 2009 era:
| Homes | Edats   | Dones |
| ----- | ------- | ----- |
| 0     | 95 o +  | 0     |
| 4     | 90 a 94 | 12    |
| 12    | 85 a 89 | 8     |
| 20    | 80 a 84 | 20    |
| 32    | 75 a 79 | 20    |
| 24    | 70 a 74 | 20    |
| 44    | 65 a 69 | 28    |
| 44    | 60 a 64 | 36    |
| 40    | 55 a 59 | 36    |
| 36    | 50 a 54 | 56    |
| 60    | 45 a 49 | 60    |
| 76    | 40 a 44 | 44    |
| 40    | 35 a 39 | 52    |
| 36    | 30 a 34 | 60    |
| 20    | 25 a 29 | 48    |
| 16    | 20 a 24 | 32    |
| 48    | 15 a 19 | 56    |
| 52    | 10 a 14 | 60    |
| 60    | 5 a 9   | 40    |
| 20    | 0 a 4   | 52    |

## Economia
El 2007 la població en edat de treballar era de 1.091 persones, 809 eren actives i 282 eren inactives. De les 809 persones actives 750 estaven ocupades (414 homes i 336 dones) i 60 estaven aturades (24 homes i 36 dones). De les 282 persones inactives 108 estaven jubilades, 84 estaven estudiant i 90 estaven classificades com a «altres inactius».

### Ingressos
El 2009 a Châtonnay hi havia 694 unitats fiscals que integraven 1.773 persones, la mediana anual d'ingressos fiscals per persona era de 17.563 €.

### Activitats econòmiques
Dels 54 establiments que hi havia el 2007, 1 era d'una empresa extractiva, 3 d'empreses alimentàries, 2 d'empreses de fabricació d'altres productes industrials, 9 d'empreses de construcció, 14 d'empreses de comerç i reparació d'automòbils, 5 d'empreses de transport, 6 d'empreses d'hostatgeria i restauració, 1 d'una empresa immobiliària, 7 d'empreses de serveis, 4 d'entitats de l'administració pública i 2 d'empreses classificades com a «altres activitats de serveis».
Dels 15 establiments de servei als particulars que hi havia el 2009, 1 era una oficina de correu, 3 tallers de reparació d'automòbils i de material agrícola, 1 paleta, 2 guixaires pintors, 1 lampisteria, 1 electricista, 2 perruqueries, 3 restaurants i 1 agència immobiliària.
Dels 9 establiments comercials que hi havia el 2009, 1 era una botiga de menys de 120 m², 1 una fleca, 2 carnisseries, 1 una botiga de roba, 1 una sabateria, 1 una botiga de material esportiu, 1 un drogueria i 1 una floristeria.
L'any 2000 a Châtonnay hi havia 47 explotacions agrícoles que ocupaven un total de 748 hectàrees.

## Equipaments sanitaris i escolars
L'únic equipament sanitari que hi havia el 2009 era una farmàcia.
El 2009 hi havia una escola elemental.

## Poblacions més properes
El següent diagrama mostra les poblacions més properes.